# Rhathymus scoliaeformis
Rhathymus scoliaeformis är en biart som beskrevs av Carlos Schrottky 1920. Rhathymus scoliaeformis ingår i släktet Rhathymus och familjen långtungebin. Inga underarter finns listade i Catalogue of Life.